# Ron O'Neal
Pour les articles homonymes, voir O'Neal.
Ron O'Neal est un acteur, réalisateur scénariste américain, né le 1er septembre 1937 à Utica,  dans l'État de New York et mort le 14 janvier 2004 à Los Angeles, en Californie.
Il est surtout connu pour son rôle de Youngblood Priest dans le film Super Fly.

## Biographie
Il meurt d'un cancer du pancréas à l'âge de 66 ans, le jour même de la sortie du DVD du film Super Fly aux États-Unis.

## Filmographie partielle

### Cinéma

#### Acteur
- 1971 : L'Organisation (The Organization) : Joe Peralez
- 1972 : Super Fly : Youngblood Priest
- 1973 : Le Mac (The Mack) : un hispanique
- 1975 : The Master Qunfighter de Frank Laughlin : Paulo
- 1979 : Force One (A Force of One) : Rollins
- 1979 : Terreur sur la ligne (When a Stranger Calls) : lieutenant Charlie Garber
- 1979 : Le Cogneur de Harlem (The Hitter) : Otis
- 1980 : Nimitz, retour vers l'enfer (The Final Countdown) : commandant Dan Thurman
- 1981 : St. Helens (en) (St. Helens) : Otis Kaylor
- 1984 : L'Aube rouge (Red Dawn) : Bella
- 1996 : Original Gangstas : Bubba

#### Réalisateur
- 1973 : Super Fly TNT - également scénariste
- 1992 : Up Against The Wall

### Télévision
- 1982 : Franck Chasseur de fauves : le Sultan
- 1986-1987 : Equalizer : lieutenant Isadore Smalls

## Source
- (en) Cet article est partiellement ou en totalité issu de l’article de Wikipédia en anglais intitulé « Ron O'Neal » (voir la liste des auteurs).